# Xanthia ocellaris
Xanthia ocellaris là một loài bướm đêm thuộc họ Noctuidae. Nó được tìm thấy ở châu Âu.
Sải cánh dài 32–36 mm. Con trưởng thành bay từ tháng 9 đến tháng 10 tùy theo địa điểm.
Ấu trùng ăn dương và low growing plants.

## Hình ảnh

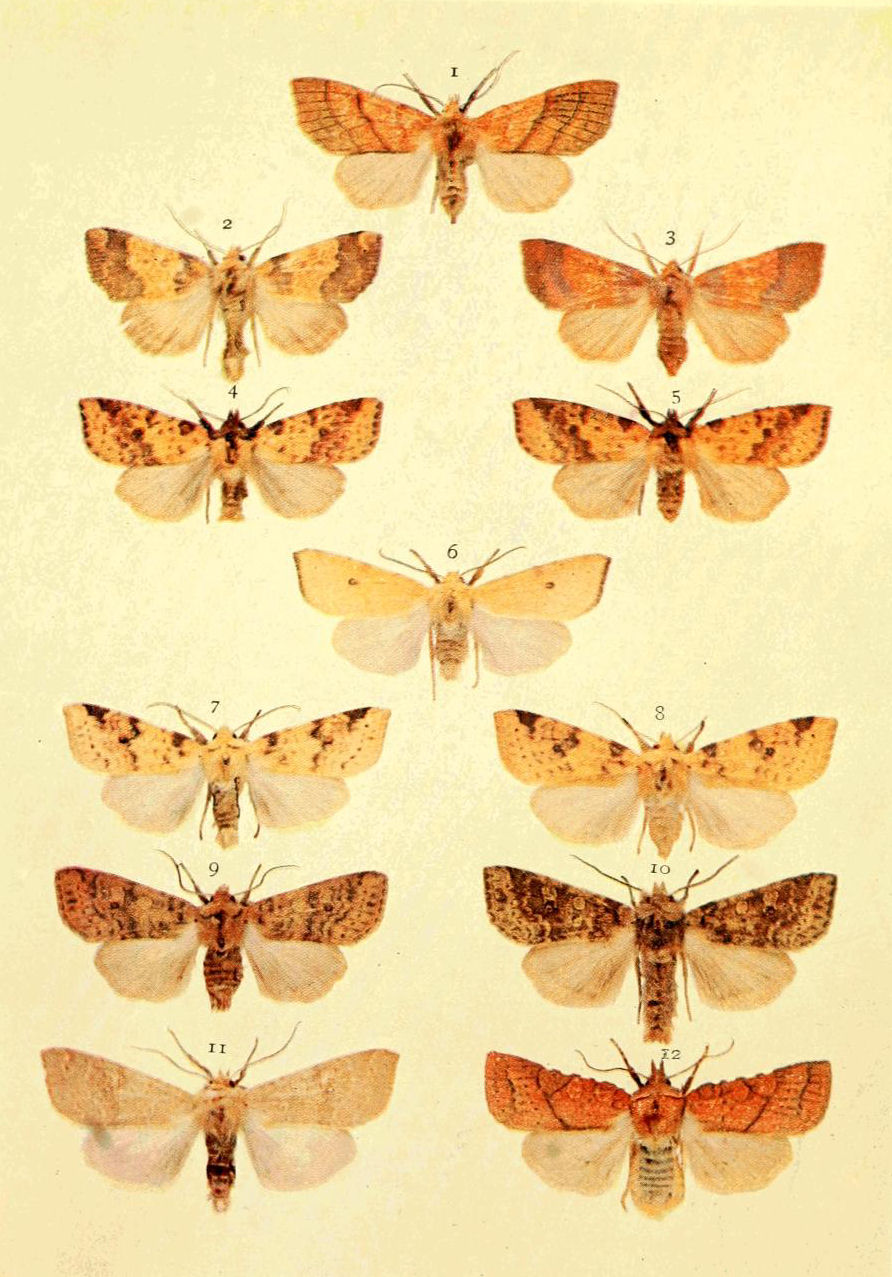